# Пажња (будизам)
Пажња или свесност (санскрт: smṛti, пали: sati) је темељни појам будизма, и један од корака на племенитом путу који води престанку патње.
Будизам налаже непрекидну пажњу на оно што се тренутно дешава у нама и око нас. Вежбање пажње подразумева напор да ум не одлута понесен насумичним мислима, сећањима и маштањима.
Будисти уче да свако искуство покреће жеље, мисли, сећања, што представља сметње уму. Свесност је квалитет ума која разуме искуство и посматра га, да се при томе не уплиће у њега, нити га оцењује.
Сврха вежбања пажње је да јасно посматрамо тело, осећаје, ум и предмете ума. Временом све то почињемо да видимо као појаве које су без суштине и пролазне, из чега се рађа њихово напуштање и престанак везаности.
Свесност игра кључну улогу и у побољшању мудрости. Уколико је одржимо у свакодневном животу, могуће је остати неуздрман и постићи мир ума.
Према Будином учењу, четири темеља пажње (satipatthana) су мотрење тела, осећаја, ума и појава. 

## Етимологија
Санскритска реч smrti и пали реч sati изворно значи памћење, сећање (слично српском сети се), али у будистичком контексту означава непрекидно самоподсећање да се задржимо у садашњем тренутку и усредсредимо на њега.
За разлику од српског језика, где се пажња и сабраност користе као синоними, у будизму термини пажња (сати) и сабраност (самади) имају прилично специфична значења и представљају различите кораке племенитог пута.

## Благодети пажње
Буда је говорио да пажња доноси огромне користи, како у медитацији тако и у свакодневном животу: 
Свесност је увек корисна.— Буда
Према Будином учењу, пажња је пут ка бесмртности, а непажња пут ка смрти: 
Позорни никад не умиру. Ко позоран није, тај као да је већ мртав.
Буда је тврдио да је утемељење пажње директан пут ка ослобођењу: 
Постоји директан пут ка прочишћењу бића, превладавању жалости и нарицања, нестанку бола и туге, избијању на праву стазу, достизању нирване – а тај пут су четири темеља пажње.
Ко је непрекидно позоран, ко себе проверава дан и ноћ, и нирвани стреми, тога све страсти напуштају.

## Четири темеља пажње
Будин опис "утемељења пажње" (sati-patthana) у контемплацији гласи:
Отишавши у шуму, или у подножју стабла, или у празној просторији, испосник сједи скрштених ногу, у усправном положају тијела, с пажњом успостављеном пред собом.
Буда даје четири основне технике за утемељење пажње:
Која су то четири темеља пажње? Када монах борави и контемплира тело као тело, марљив, јасним разумевањем и сабран, одложивши са стране чежњу и потиштеност у односу на овај свет. Борави он и контемплира осећаје као осећаје, марљив, с јасним разумевањем и сабран, одложивши са стране чежњу и потиштеност у односу на овај свет. Борави он и контемплира ум као ум, марљив, с јасним разумевањем и сабран, одложивши са стране чежњу и потиштеност у односу на овај свет. Борави он и контемплира објекте ума као објекте ума, марљив, с јасним разумевањем и сабран, одложивши са стране чежњу и потиштеност у односу на овај свет.
Према Будиним речима, ко год буде вежбао ова четири темеља сабраности током седам година, може очекивати један од ова два резултата: највише знање овде и сада или, уколико је још преостало везаности, стање не-повратника. Потом Буда каже да се тај резултат може достићи и за седам дана.

### Свесност тела
Свесност тела (kāyānupassanā) обухвата сабраност на дах, на положаје тела, на оно што тренутно радимо, на одбојне карактеристике тела, на четири основна елемента и, на крају, на лешеве. Од свих техника, сабраност на дах има фундаменталну важност. Буда је управо ову технику користио као главно средство постизање будности. 
Монаси, једна ствар када је негована и често практикована доноси велики плод и корист. Која је то ствар? Сабраност пажње на дах.— Готама Буда
Он сабраност на дах назива „Татагатино боравиште”, јер ју је често практиковао и после пробуђења, боравећи у изолацији, дубоко у шуми. Неке од техника су прилично бруталне, попут посматрања тела у распадању:
Гледајући тело један дан после смрти, два дана после смрти или три дана после смрти, надуто и помодрело, из којег цури гној, бачено на место за спаљивање, монах тада то тело упоређује са својим овако: ‘Заиста, и ово тело је исто по својој природи, и оно ће постати овакво и томе не може умаћи’.— Готама Буда

### Свесност осећаја
Други темељ пажње је свесност осећаја (vedanānupassanā), који могу бити пријатни, болни и ни пријатни ни болни, а даље се деле на ниске (телесне) и узвишене (духовне).
Кад осети пријатан осећај, монах зна: ‘Осећам пријатан осећај’; кад осети болан осећај, он зна: ‘Осећам болан осећај’; кад осети ни болан ни пријатан осећај, он зна: ‘Осећам ни болан ни пријатан осећај’. — Буда

### Свесност ума
Трећи темељ пажње је свесност ума (ćittānupassanā), и свих стања која у њему настају и нестају:
Када се у уму појави пожуда, монах зна да је то пожуда, а када у уму нема пожуде, да је то ум без пожуде. Када се у уму појави мржња, он зна да је то мржња, а када у уму нема мржње, да је то ум без мржње. Када се у уму појави обмана, зна да је то обмана, а када у уму нема обмане, да је то ум без обмане. Он познаје згрчен ум као згрчен ум, а растресен ум као растресен ум. Он познаје усхићен ум као усхићен ум, а неусхићен ум као неусхићен ум. Он познаје надмашив ум као надмашив ум, а ненадмашив ум као ненадмашив ум.— Буда

### Свесност појава
Четврти темељ пажње је свесност дарми (dhammānupassanā), што означава предмете ума, појаве или феномене искуства. Буда објашњава да треба мотрити предмете ума из перспективе пет препрека:
А како монах мотри предмете ума као предмете ума из перспективе пет препрека? Тако што, када се у њему јави чулна жеља, монах разуме: ‘У мени је чулна жеља’, или када чулне жеље нема, он разуме: ‘У мени нема чулне жеље’. Он такође разуме како се појављује још непостојећа чулна жеља; он разуме како се постојећа чулна жеља напушта; и он разуме како се напуштена чулна жеља у
будућности више не појављује.— Буда
И тако даље за сваку од пет препрека. Потом се предмети ума мотре из перспективе пет хрпа бића:
А како монах то мотри предмете ума као предмете ума из перспективе пет хрпа? Тако што разумева на овај начин: ‘Овакав је облик, овакав је настанак облика, овакво је нестајање облика; овакав је осећај, овакав је настанак осећаја, овакво је нестајање осећаја; овакав је опажај, овакав је настанак опажаја, овакво је нестајање опажаја; овакви су обрасци, овакав је настанак образаца, овакво је нестајање образаца; оваква је свест, овакав је настанак свести, овакво је нестајање свести’.— Буда
Потом се предмети ума мотре из перспективе седам елемената пробуђења. А након тога из перспективе четири племените истине.

## Тумачења
Чедомил Вељачић као добар опис проблема пажње наводи један Кришнамуртијев говор средњошколцима:
Кад дисциплинујете дух ријечима: "Не смијем гледати кроз прозор, не смијем проматрати људе који долазе, морам бити пажљив иако бих желио да радим нешто друго”, све то ствара подвојеност која је врло разорна, јер расипље духовну енергију. Али ако слушате обухватно, тако да нема подвојености ни отпора у било којем облику, онда ћете опазити да дух може посветити потпуну пажњу било чему без напора… Зато је врло важно имати довољно простора у духу. Ако дух није пренатрпан, ако није непрекидно заузет, онда може да слуша и како онај пас лаје, и звук жељезнице која пролази преко моста у даљини, а ипак да потпуно пажљиво прати шта каже човјек који вам овдје говори. Дух је жив, а не умртвљен.— Кришнамурти